# Décès suspects de personnalités russes depuis l'invasion de l'Ukraine par la Russie
 (février 2024).

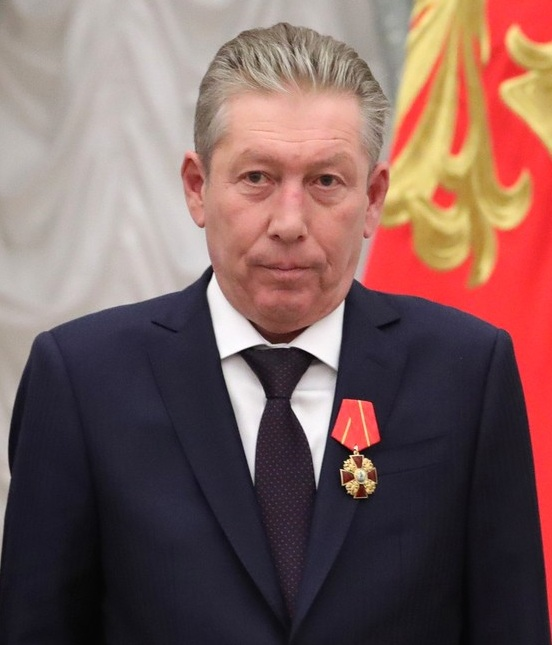
Ravil Maganov, président de la compagnie pétrolière nationale Lukoil, serait tombé d'une fenêtre de l'hôpital du Kremlin dans des circonstances suspectes, selon des informations : les caméras de vidéosurveillance avaient été « éteintes pour réparation ». Poutine visitait l'hôpital le même jour et ses associés ne croyaient pas qu'il était suicidaire.

À partir de l'invasion russe de l'Ukraine, plusieurs décès d'hommes d'affaires ou de hauts fonctionnaires russes ainsi que de membres de leur famille, se produisent dans ce que certaines sources suggèrent comme des circonstances suspectes.
Ces morts étranges et fréquentes s'inscrivent dans la lignée des assassinats et tentatives d'assassinats récurrents d'opposants russes à Vladimir Poutine, dont les plus spectaculaires sont le meurtre de Boris Nemtsov en 2015 et la tentative d'assassinat par empoisonnement d'Alexeï Navalny en 2020. Le Kremlin se défend toutefois de réprimer les oppositions et se réclame des principes démocratiques, une posture peu prise au sérieux par les pays occidentaux.
Le plus médiatisé de ces « décès suspects » est celui d'Evgueni Prigojine, chef du groupe Wagner mort dans le crash de son avion le 23 août 2023, soit deux mois jour pour jour après avoir lancé une tentative avortée de rébellion contre Vladimir Poutine.

## Analyse
Le 3 juin 2022, le réseau d'information néerlandais NOS a rapporté un phénomène troublant : plusieurs milliardaires russes, dont beaucoup sont issus des industries pétrolière et gazière, ont été retrouvés morts dans des circonstances inhabituelles depuis le début de l'année. Le premier cas s'est produit le 30 janvier, lorsque Leonid Shulman, âgé de 60 ans et chef des transports du géant russe de l'énergie Gazprom, a été découvert mort dans la salle de bains de sa maison de campagne dans la région de Leningrad. Une note de suicide était retrouvée à côté de son corps.
Le 6 juillet 2022, CNN Portugal a qualifié ce groupe de « millionnaires ayant des liens directs ou indirects avec le Kremlin, retrouvés morts dans des circonstances mystérieuses depuis le début de l'année ». Cette déclaration faisait référence à une enquête antérieure d'USA Today, qui a conclu que « 38 hommes d'affaires et oligarques russes proches du Kremlin sont décédés dans des circonstances mystérieuses ou suspectes entre 2014 et 2017 ».
En décembre 2022, The Atlantic désigne ce phénomène sous le nom de « syndrome de mort subite russe », peut-être en faisant allusion au syndrome de mort subite du nourrisson, ou SADS (syndrome de mort subite par arythmie).
Certains observateurs ont écarté l'hypothèse de suicides ou de problèmes de santé pour expliquer les décès des milliardaires russes. D'autres, dont Fiona Hill et Mark Galeotti, se montrent sceptiques envers de telles théories conspirationnistes. Ils mettent en avant le fait que les décès ne sont pas tous nécessairement liés entre eux. Il est plausible que certains cas soient réellement des suicides, tandis que d'autres pourraient résulter de meurtres commandités par des clans influents cherchant à éliminer leurs rivaux sans impliquer directement le Kremlin.
Il est important de noter que la Russie affiche le troisième taux de suicide le plus élevé au monde, et des tendances similaires ont été observées en 2020 concernant des médecins qui, en traitant des patients atteints de la COVID-19, auraient été retrouvés morts après être tombés de hautes fenêtres. Ces décès pourraient être le résultat de la pression considérable liée à la guerre en Ukraine et aux sanctions internationales, ce qui pourrait également augmenter les risques de suicides, en particulier dans les milieux d'affaires russes. Certains observateurs estiment que les circonstances de certaines de ces morts peuvent être complexes et variées, impliquant différents facteurs tels que la santé mentale, les rivalités d'affaires et les enjeux géopolitiques.

### Appel à de nouvelles investigations
Les amis et les familles des hommes d'affaires russes décédés ont généralement trouvé « impensable » qu'ils se soient suicidés — et dans certains cas aussi leurs femmes et leurs enfants — et ont exigé une enquête indépendante sur les morts mystérieuses. Igor Volobuyev (uk), l'ancien vice-président de Gazprombank d'origine ukrainienne, qui a quitté la Russie lors du déclenchement de l'invasion russe de l'Ukraine en 2022 et a rejoint la Légion pour la liberté de la Russie, a déclaré dans une interview avec The Insider qu'il pensait que le meurtre présumé de sa famille par son ancien collègue Vladislav Avayev et son suicide ultérieur avaient été mis en scène : « Pourquoi ? C'est difficile à dire. Peut-être qu'il savait quelque chose et représentait une sorte de danger ».   De même, le fils de Sergey Protosenya, qui n'était pas en Espagne lorsque ses parents et sa sœur ont été retrouvés morts à Lloret de Mar, a déclaré que son père n'était pas l'auteur (« mon père n'est pas un meurtrier »), mais que ses parents et sa sœur ont été assassinés par quelqu'un d'autre. Protosenya était l'ancien PDG du géant gazier Novatek, qui a publié un communiqué affirmant qu'il était « un vrai père de famille », et a appelé les autorités espagnoles à mener une enquête approfondie et impartiale.
L'homme d'affaires et critique du gouvernement fédéral russe Bill Browder a estimé que Poutine ordonnait personnellement l'exécution de chefs d'entreprise influents dans des secteurs critiques qui, selon lui, ne lui seraient pas favorables et intimide leurs successeurs par des menaces de mort ou de violence. En russe, mokroye delo ou « travail humide » est le nom donné à l'entreprise d'assassinat avec des personnes sommées de se suicider ou elles et leurs familles recevront une visite.
Selon un rapport d'enquête de Novaya Gazeta, certains des décès pourraient être liés à une fraude comptable à grande échelle par des dirigeants de Gazprom, qui pourraient avoir acheminé de l'argent vers un réseau d'entreprises détenues par des amis et des membres de la famille ayant des liens avec le FSB et l'armée russe.

## Décès suspects

### Décès en 2022
| Nom                        | Âge au moment du décès | Statut social | Date du décès      | Endroit où le corps a été trouvé                                    | Circonstances du décès |
| -------------------------- | ---------------------- | --- | ------------------ | ------------------------------------------------------------------- | --- |
| Leonid Choulman            | 60                     | Directeur des transports de Gazprom                                                                                                   | 30 janvier 2022    | Salle de bain d'une résidence dans l'oblast de Léningrad            | Note de suicide trouvée près du corps                                                                                                 |
| Igor Nossov                | 43                     | Ancien député-gouverneur de l'oblast de Nijni Novgorod                                                                                | 8 février 2022     | Moscou                                                              | Crise cardiaque |
| Aleksandr Tiouliakov       | 61                     | Directeur général chez Gazprom | 25 février 2022    | Garage d'une résidence de Saint-Pétersbourg                         | Note de suicide trouvée près du corps                                                                                                 |
| Mikhaïl Watford            | 66                     | Entrepreneur | 28 février 2022    | Garage d'une résidence en Surrey, Angleterre, Royaume-Uni           | Les autorités britanniques n'ont trouvé aucune preuve de crime quelconque                                                             |
| Vassili Melnikov           | 43                     | Président de Medstorm | 23 mars 2022       | Appartement dans Nijni Novgorod                                     | Sa femme et ses enfants trouvés mort près de lui                                                                                      |
| Vladislav Avaïev           | 51                     | Ex-vice président de Gazprombank | 18 avril 2022      | Appartement dans Moscou                                             | Sa femme et sa fille de 13 ans trouvées mortes près de lui                                                                            |
| Sergueï Protossenia        | 55                     | Ancien député du conseil de Novatek.                                                                                                  | 19 avril 2022      | Jardin d'une résidence dans Lloret de Mar, Espagne                  | Pendu depuis une balustrade; sa femme et sa fille sont mortes dans leur lit avec blessures à la hache et coups de couteau.            |
| Andreï Kroukovski          | 37                     | Directeur général de Estosadok Krasnaya Polyana, une station de ski propriété de Gazprom                                              | 1er mai 2022       | Derrière une montagne Achipse Fortress (ru) à Sotchi                | Chute mortelle pendant une randonnée.                                                                                                 |
| Aleksandr Soubbotine       | 43                     | Membre du conseil d'administration de Lukoil                                                                                          | 8 mai 2022         | Résidence d'un chamane Jamaïcain à Moscou.                          | Mort d'une intoxication pendant un rituel chamanique.                                                                                 |
| Iouri Voronov              | 61                     | CEO d'Astra Shipping, un sous-traitant de Gazprom                                                                                     | 4 juillet 2022     | Piscine d'une résidence de l'oblast de Léningrad                    | Mort par balle |
| Dan Rapoport               | 52                     | Entrepreneur | 14 août 2022       | 2400 M Street NW, Washington, D.C., États-Unis                      | Trouvé dans la rue après une chute apparente de plusieurs étages.                                                                     |
| Ravil Maganov              | 67                     | CEO de Lukoil | 1er septembre 2022 | Hôpital du Kremlin, Moscou.                                         | Hospitalisé pour des problèmes cardiaques et dépression. Il fait par la suite une chute par la fenêtre.                               |
| Ivan Petchorine            | 39                     | Directeur d'une compagnie d'aviation                                                                                                  | 10 septembre 2022  | Sur une plage Beregovoy, oblast de l'Amour                          | Mort noyé à Cape Ignatyev, Vladivostok; le corps est trouvé deux jours plus tard. Chute présumée d'un bateau.                         |
| Vladimir Soungorkine (ru)  | 68                     | Éditeur en chef de Komsomolskaïa Pravda                                                                                               | 14 septembre 2022  | Roshchino, Khabarovsk (ru), raïon de Khabarovsk, kraï de Khabarovsk | Crise cardiaque présumée. |
| Anatoli Gerachtchenko (ru) | 72                     | Ex-directeur de l'institut d'aviation de Moscou                                                                                       | 21 septembre 2022  | Escalier de l'institut d'aviation.                                  | Chute mortelle |
| Pavel Ptchelnikov          | 52                     | Directeur logistique des Chemins de fer russes                                                                                        | 28 septembre 2022  | Appartement de Moscou                                               | Présumé suicide sur le balcon de son appartement                                                                                      |
| Nikolaï Petrounine         | 46                     | Député de la Douma | 12 octobre 2022    | Hôpital inconnu de Moscou.                                          | Complications présumées de la COVID-19,                                                                                               |
| Nikolaï Moucheguian        | 29                     | Cofondateur de MakerDAO, une plateforme de cryptomonnaie.                                                                             | 28 octobre 2022    | Plage de Condado, San Juan, Puerto Rico                             | Noyade 2 heures après son dernier tweet.                                                                                              |
| Viatcheslav Taran          | 53                     | Cofondateur d'une plateforme de cryptomonnaie (Libertex)                                                                              | 25 novembre 2022   | Villefranche-sur-Mer, Côte d'Azur, France                           | Mort dans un crash d'hélicoptère pendant une excursion en Suisse.                                                                     |
| Vladimir Makeï             | 64                     | Ancien ministre de la Biélorussie (2012-2022)                                                                                         | 26 novembre 2022   | Inconnu                                                             | Mort 4 jours après être rentré d'un voyage en Arménie.                                                                                |
| Grigori Kotchenov          | 41                     | Directeur créatif de Agima | 7 décembre 2022    | rue Volodarski, Nijni Novgorod                                      | Chute mortelle de son balcon pendant que des enquêteurs exécutaient un mandat de perquisition.                                        |
| Dmitri Zelenov             | 50                     | Cofondateur de Donstroy, une compagnie de construction                                                                                | 9 décembre 2022    | Antibes, Côte d'Azur, France                                        | Coup sur la tête et mort sans avoir repris conscience,                                                                                |
| Vladimir Bidenov           | 61                     | Partenaire d'affaire et de voyage de Pavel Antov                                                                                      | 22 décembre 2022   | Hôtel Sai International, Rayagada, Odisha, Inde                     | Mort de problèmes cardiaques, deux jours après que son partenaire est décédé des mêmes circonstances,.                                |
| Aleksandr Bouzakov (ru)    | 66                     | Directeur général du chantier naval de l'Amirauté                                                                                     | 24 décembre 2022   | Saint-Pétersbourg                                                   | Mort soudaine. Aucune explication fournie.                                                                                            |
| Pavel Antov                | 65                     | Fondateur de Vladmirsky Standart, une compagnie de transformation de viandes, et député de l'assemblée législative de Vladimir Oblast | 24 décembre 2022   | Hôtel Sai International, Rayagada, Odisha, Inde                     | Chute par la fenêtre d'un hôtel. Un collègue russe, Vladimir Bidenov, est mort dans des circonstances similaires dans le même hôtel,. |
| Alekseï Maslov             | 69                     | Ex-commandant en chef de l'Armée de terre russe et représentant spécial de Uralvagonzavod.                                            | 24 décembre 2022   | Hôpital militaire inconnu de Moscou                                 | Mort soudainement dans un hôpital militaire. Aucune autre explication donnée.                                                         |

### Décès en 2023
| Nom                  | Âge au moment du décès | Position | Date du décès    | Endroit où le corps a été trouvé               | Circonstances du décès |
| -------------------- | ---------------------- | --- | ---------------- | ---------------------------------------------- | --- |
| Magomed Abdoulaïev   | 61                     | Ancien ministre haut gradé de la république du Daghestan | 5 janvier 2023   | Makhatchkala, Daghestan                        | Mort à l’hôpital après avoir été fauché par une voiture |
| Dmitri Pavotchka     | 49                     | Ancien gérant de Roscosmos, Soukhoï, Lukoil, Bank Menatep. | 26 janvier 2023  | Perspective Leningradsky, Moscou               | Brûlé vif après avoir allumé une cigarette au lit. |
| Vladimir Makarov     | 72                     | Ex-policier | 13 février 2023  | Moscou                                         | Mort par suicide après avoir ouvertement critiqué Vladimir Poutine, |
| Marina Iankina       | 58                     | Haut-placé du financement militaire. | 16 février 2023  | Saint Petersburg                               | Chute mortelle du 16e étage,. |
| Viatcheslav Rovneïko | 59                     | Ancien espion du KGB et oligarque russe. | 22 février 2023  | Village non spécifié près de Moscou            | Trouvé inconscient dans sa maison. Les médecins n'ont pas pu le ranimer,. |
| Igor Chkourko        | 49                     | Directeur député de Yakutskenergo (ru). | 4 avril 2023     | Prison de Iakoutsk                             | Trouvé mort dans une cellule de prison. |
| Piotr Koutcherenko   | 46                     | Secrétaire d'État et ministre des sciences et des études supérieures de Russie. | 20 mai 2023      | Aéroport de Mineralnye Vody, Kraï de Stavropol | Mort après être tombé malade pendant un vol Cuba-Russie,. |
| Youri Demin          | 62                     | Ancien chef de l'inspection nationale de la sécurité routière pour l'oblast de Sverdlovsk                                                                                                | 4 juin 2023      | Syssert, oblast de Sverdlovsk                  | Retrouvé mort après être tombé du deuxième étage de sa datcha lors de travaux de construction. |
| Artiom Bartenev      | 42                     | Juge fédéral de la cour de Kirovsky | 8 juin 2023      | Kazan, Tatarstan                               | Chute mortelle de 12 étages,. |
| Grigori Klinichov    | 92                     | Physicien et créateur de la bombe hydrogène russe RDS-37. | 17 juin 2023     | Moscou                                         | Trouvé mort dans son appartement, avec une note de suicide,. |
| Kristina Baïkova     | 28                     | Vice-président de Loko-Bank (ru), | 24 juin 2023     | Moscou                                         | Chute mortelle du 11e étage. |
| Andreï Fomine        | 57                     | Procureur de la couronne de Tchouvachie (depuis 2020) | 1er juillet 2023 | Dans une rivière                               | Malaise pendant qu'il nage et meurt noyé,. |
| Alekseï Avramenko    | 46                     | Ministre des transports et des communications de Biélorussie (depuis 2019) | 4 juillet 2023   | Inconnu                                        | Mort soudainement, |
| Aleksandr Nikolaïev  | 72                     | Ancien diplomate russe. | Juillet 2023     | Konakovo                                       | Battu sévèrement près de son bureau et mort quelques semaines après. |
| Natalia Botchkareva  | 44                     | Fille d'un ancien gouverneur de Penza Oblast (Vasily Bochkarev). | 14 juillet 2023  | Moscou                                         | Trouvée morte dans son appartement. |
| Anton Tcherepennikov | 40                     | Milliardaire à la tête de compagnies affiliées à l'État russe. | 22 juillet 2023  | Moscou                                         | Trouvé mort dans son bureau. |
| Gennady Lopyrev      | 69                     | Ancien lieutenant-général des FSO et superviseur de divers projets de construction, dont le palais de Poutine à Gelendzhik, près de Sotchi.                                              | 16 août 2023     | Colonie pénitentiaire IK-3, Oblast de Riazan   | Incarcéré à la prison IK-3 en 2017 pour avoir accepté des pots-de-vin, accusations qu'il a niées en 2016. Décédé d'une leucémie deux jours après le diagnostic. Les agences de presse n'ont signalé aucun signe antérieur de la maladie. |
| Evgueni Prigojine    | 62                     | Patron de Wagner, mercenaire et oligarque russe. Il était un confident proche de Vladimir Poutine avant qu'il ne commence une rébellion en juin 2023.                                    | 23 août 2023     | Oblast de Tver                                 | Selon le comité d'enquête russe, le crash de l'avion privé du groupe Wagner serait dû à une explosion interne. Il y avait dix personnes à bord, dont trois membres d'équipage. Toutes les personnes à bord sont décédées.                |
| Dmitri Outkine       | 53                     | Ancien officier des forces spéciales du GRU, cofondateur du groupe Wagner, titulaire de quatre ordres du courage de la Russie.                                                           | 23 août 2023     | Oblast de Tver                                 | Selon le comité d'enquête russe, le crash de l'avion privé du groupe Wagner serait dû à une explosion interne. Il y avait dix personnes à bord, dont trois membres d'équipage. Toutes les personnes à bord sont décédées.                |
| Valery Chekalov      | 47                     | Vétéran de la marine russe, chef de la sécurité et de la logistique étrangère du groupe Wagner, qui a géré plusieurs sociétés écrans pour coordonner les activités en Libye et en Syrie. | 23 août 2023     | Oblast de Tver                                 | Selon le comité d'enquête russe, le crash de l'avion privé du groupe Wagner serait dû à une explosion interne. Il y avait dix personnes à bord, dont trois membres d'équipage. Toutes les personnes à bord sont décédées.                |
| Vladimir Nekrasov    | 66                     | Président de Lukoil | Octobre 2023     | Drapeau de la Russie                           | Décédé d'une insuffisance cardiaque aiguë. |
| Vladimir Sviridov    | 68                     | Ancien lieutenant-général de la 6e armée de l'air et des forces de défense aérienne, décoré de l'Ordre de l'Étoile rouge.                                                                | Novembre 2023    | Andjievsky, Kraï de Stavropol                  | Retrouvé mort à son domicile avec sa femme. |
| Anna Tsavera         | 35                     | Rédacteur en chef adjoint de Komsomolskaïa Pravda | Décembre 2023    | Moscou                                         | Trouvé mort dans son appartement, son patron Vladimir Sungorkin est décédé subitement l'année précédente. |
| Evgeny Postrigan     | 50                     | Chef comptable de l'entreprise sanctionnée Reshetnev Information Satellite Systems. | Decembre 2023    | Jeleznogorsk, Kraï de Krasnoïarsk              | Retrouvé mort dans le garage de sa propriété, la cause du décès étant l'asphyxie. |
| Vladimir Egorov      | 46                     | Homme politique et homme d'affaires du secteur pétrolier à Tobolsk. | 27 décembre 2023 | Tobolsk, Oblast de Tioumen                     | Retrouvé mort dans la cour de sa maison à la suite d'une chute présumée d'un immeuble de trois étages. |

### Décès en 2024
| Nom                  | Âge au moment du décès | Position | Date du décès    | Endroit où le corps a été trouvé | Circonstances du décès |
| -------------------- | ---------------------- | --- | ---------------- | -------------------------------- | --- |
| Zoya Konovalova      | 48                     | Éditeur d'une compagnie de télévision d'état                                                                               | 5 janvier 2024   | Kraï de Krasnodar                | Morte empoisonnée. Son ex-mari est également retrouvé mort à ses côtés. |
| Ivan Sechin          | 35                     | Employé de Rosneft. Fils et héritier présomptif du PDG de Rosneft, Igor Sechin.                                            | 5 février 2024   | Moscou                           | Il s'est plaint de douleurs rénales à son domicile pendant la nuit et est décédé quelques heures plus tard, les ambulances n'étant pas arrivées à temps, le service de sécurité ayant indiqué une mauvaise adresse. La cause du décès a été officiellement diagnostiquée comme étant un caillot sanguin. Son père, Igor Sechin, a rejeté la faute sur le service de sécurité de Rosneft. |
| Maxime Kouzminov     | 28                     | Pilote | 13 février 2024  | La Vila Joiosa                   | Après avoir fait défection en Ukraine, il a été abattu en Espagne. |
| Andrey Morozov       | 44                     | Blogueur militaire et correspondant de guerre, ancien combattant militaire                                                 | 21 février 2024  | Inconnu                          | Après avoir publié sur sa chaîne Telegram un article sur les pertes russes lors de la bataille d'Avdiivka, Morozov a supprimé son message, affirmant qu'il était sous les ordres du commandement militaire. Le lendemain, il a publié une lettre de suicide accusant Vladimir Soloviev et s'est suicidé avec une arme à feu.                                                             |
| Vitaly Robertus      | 54                     | Vice président de la compagnie pétrolière de Lukoil                                                                        | 13 mars 2024     | Moscou                           | Retrouvé pendu |
| Alexander Surikov    | 68                     | Ambassadeur de la Russie au Mozambique                                                                                     | 11 mai 2024      | Maputo                           | Retrouvé mort à son domicile. Les autorités russes ont rejeté une demande d'autopsie de l'hôpital central de Maputo. Un rapport non corroboré du ministère des affaires étrangères, transmis par l'agence TASS, indique que la cause préliminaire du décès est un accident vasculaire cérébral,.                                                                                         |
| Natalia Larina       | 50                     | Juge à la retraite | 5 juin 2024      | Moscou                           | Chute mortelle depuis la fenêtre de son appartement |
| Dzianis Sidarenka    | 48                     | Ambassadeur de Biélorussie en Allemagne                                                                                    | 24 juin 2024     | Minsk                            | Retrouvé mort après être tombé d'une fenêtre après interrogatoire, suicide présumé. |
| Valentina Bondarenko | 82                     | Économiste de renommée | 23 juillet 2024  | Moscou                           | Chute mortelle depuis la fenêtre de son appartement |
| Georgy Chibisov      | 44                     | Directeur du marketing de la Bourse de Moscou                                                                              | 27 juillet 2024  | Moscou                           | Il s'est noyé dans la rivière après être tombé d'un bateau de croisière alors qu'il essayait d'utiliser seul son plongeoir. |
| Mikhail Rogachev     | 64                     | Ancien vice-président de Ioukos, ancien directeur exécutif du groupe ONEXIM, ancien directeur général adjoint de Nornickel | 20 octobre 2024  | Moscou                           | Retrouvé mort après être tombé par la fenêtre de son immeuble de la région de Moscou. |
| Alexei Zimin         | 52                     | Chef de télévision et propriétaire de restaurant                                                                           | 13 novembre 2024 | Belgrade                         | Retrouvé mort dans sa chambre d'hôtel, Zimin avait déjà critiqué l'annexion de la Crimée par la Russie en 2014 et son invasion de l'Ukraine en 2022. Il a passé ses dernières années en exil au Royaume-Uni. |
| Vladimir Chkliarov   | 39                     | Danseur de ballet | 16 novembre 2024 | Saint-Pétersbourg                | Il est tombé du cinquième étage de son immeuble, tentant apparemment de s'échapper de son appartement. En 2022, il avait vivement critiqué la guerre de Poutine en Ukraine dans une publication sur les réseaux sociaux. |

### Décès en 2025
| Nom             | Âge au moment du décès | Position                                                  | Date du décès  | Endroit où le corps a été trouvé | Circonstances du décès |
| --------------- | ---------------------- | --------------------------------------------------------- | -------------- | -------------------------------- | --- |
| Vadim Stroykin  | 59                     | Musicien                                                  | 5 février 2025 | Saint-Pétersbourg                | Il est tombé d'une fenêtre du neuvième étage de son appartement, alors qu'il était interrogé par les services de sécurité pour avoir fait un don à l'armée ukrainienne. |
| Andrei Badalov  | 62                     | Vice-président de la compagnie pétrolière russe Transneft | 4 juillet 2025 | Moscou                           | Le corps de Badalov a été retrouvé sous une fenêtre devant une maison à Rublyovka. La police russe a qualifié le décès de suicide,.                                     |
| Roman Starovoït | 53                     | Ministre russe des transports (limogé le jour de sa mort) | 7 juillet 2025 | Moscou                           | Selon les médias russes, cités par Reuters, Starovoït « s'est tiré une balle dans la tête ».                                                                            |

#### Assassinats et tentatives d'assassinat
- Tentatives d'assassinat de Volodymyr Zelensky
- Anna Politkovskaïa (7 octobre 2006)
- Alexandre Litvinenko (1ᵉʳ novembre 2006)
- Assassinat de Boris Nemtsov (27 février 2015)
- Pavel Cheremet (20 juillet 2016)
- Denis Voronenkov (23 mars 2017)
- Maksym Chapoval (27 juin 2017)
- Empoisonnement de Sergueï et Ioulia Skripal (4 mars 2018)
- Piotr Verzilov (12 septembre 2018)
- Empoisonnement d'Alexeï Navalny (20 août 2020)
- Mort d'Alexeï Navalny (16 février 2024)